# Деса (Долж)
Деса (рум. Desa) насеље је и општина у Румунији у жупанији Долж. Oпштина се налази на надморској висини од 37 m.

## Историја
Први пут се јавља у историјским документима, као Деса 1577. године. 
То место удаљено 2 км од Дунава, а 86 км од Крајове било је спахилук. Држао га је српски кнез Милош, па је прешао у руке наследника - унука Атанасија Бајића од Варадије. Атанасијин син Иван Бајић је од спахилука Десе сачувао два острва на Дунаву: Акалија и Калуда. Касније је имање продато Удружењу "Национала". Десино имање је било површине од 1750 хектара, а у управном погледу део округа (домена) Долж. Ту је било крајем 19. века 3.400 становника.
Усред села је 1860. године подигнута православна црква, посвећена Св. Николи трошком кнеза Милоша Обреновића. Сеоска школа је отворена заслугом спахије Милоша 1843. године. У њу је тада ишло 45 ученика.

## Становништво
Према подацима из 2002. године у насељу је живело 5023 становника.

### Попис2002.
| Расподела становништва по националности 2002.‍ | Расподела становништва по националности 2002.‍ | Расподела становништва по националности 2002.‍ | Расподела становништва по националности 2002.‍ | Расподела становништва по националности 2002.‍ |
| --------------------------------------------- | --------------------------------------------- | --------------------------------------------- | --------------------------------------------- | --------------------------------------------- |
|                                               |                                               |                                               |                                               |                                               |
| Румуни                                        | Румуни                                        |                                               | 5.013                                         | 99,8%                                         |
| Роми                                          | Роми                                          |                                               | 10                                            | 0,2%                                          |

### Хронологија
| Година       | 1992 | 1993 | 1994 | 1995 | 1996 | 1997 | 1998 | 1999 | 2000 | 2001 | 2002 | 2003 | 2004 | 2005 | 2006 | 2007 | 2008 | 2009 | 2010 | 2011 | 2012 | 2013 | 2014 | 2015 | 2016 | 2017 |
| ------------ | ---- | ---- | ---- | ---- | ---- | ---- | ---- | ---- | ---- | ---- | ---- | ---- | ---- | ---- | ---- | ---- | ---- | ---- | ---- | ---- | ---- | ---- | ---- | ---- | ---- | ---- |
| Становништво | 5059 | 5052 | 5014 | 5008 | 5014 | 4984 | 4988 | 5036 | 5096 | 5096 | 5084 | 5047 | 4999 | 4991 | 4954 | 4954 | 4908 | 4893 | 4884 | 4884 | 4894 | 4908 | 4907 | 4929 | 4920 | 4922 |